# Die Kassierer
Die Kassierer ist eine deutsche Punk-Band aus Bochum-Wattenscheid.

## Geschichte

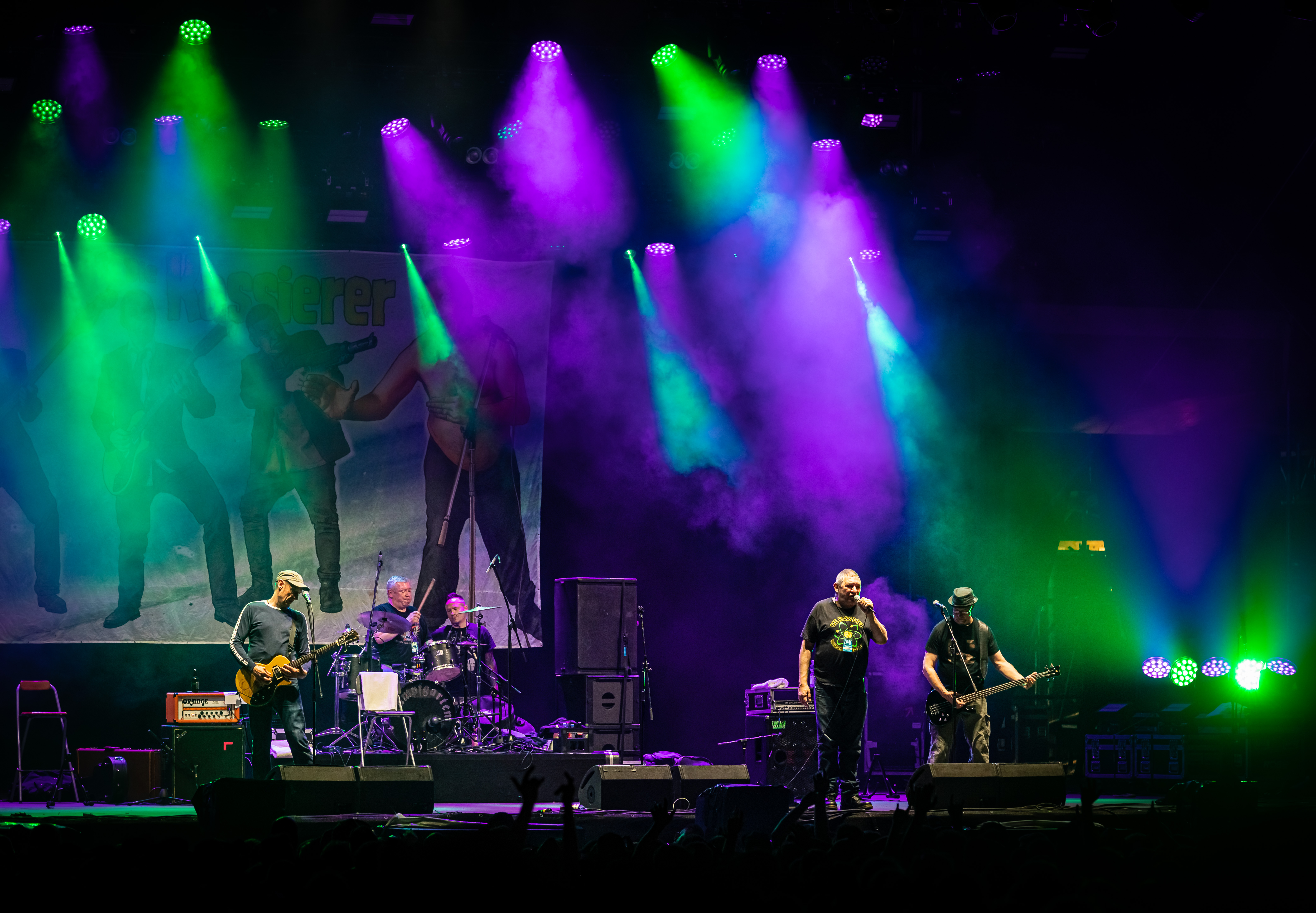
Die Kassierer live bei Rock am Ring 2022

Die Band wurde 1985 in der Besetzung von den Brüdern Wolfgang „Wölfi“ Wendland, Volker Kampfgarten (eigentlich Volker Wendland) und Mitch Maestro gegründet. Der Name geht der Legende nach darauf zurück, dass die Mitglieder an der Kasse eines selbstveranstalteten Konzerts saßen und dabei spontan eine Band gründeten. An der Gitarre stieß im Herbst 1985 Nikolaj Sonnenscheiße (eigentlich Nikolaj Hagemeister) fest zur Band.
Von 1985 bis 1993 gab es eine Phase, in der die Band mit zwei Gitarristen spielte. An der zweiten Gitarre gab es mit dem späteren Ruhrpott-AG-Rapper Pahel Brunis und Achim „Wah Wah“ Weigel von Carnival of Souls eine wechselnde Gitarrenbesetzung. Seit 1993 spielten die Kassierer wieder nur zu viert in der Besetzung von 1985.
Nach einer ersten Single und der LP Sanfte Strukturen, auf der die Band noch musikalisch versiert eine Mischung aus Punk und Kleinkunst präsentierte, erregten die Kassierer im Laufe der 1990er-Jahre immer mehr Aufsehen mit ihren polarisierenden Texten und Auftritten. Auf dem Düsseldorfer Punk-Label Teenage Rebel Records erschien 1993 das Album Der heilige Geist greift an, das stilprägend für alle weiteren Platten war und die typischen Stilelemente der Band zeigt. Die oft überspitzten und expliziten Texte führten dazu, dass bei der Bundesprüfstelle für jugendgefährdende Schriften Anträge auf Indizierung dieses Albums sowie der nachfolgenden LP Habe Brille eingingen. Vorwürfe wie „Sexismus“, „Gewaltverherrlichung“ oder „ethische Desorientierung“ wurden dabei jedoch stets entkräftet, da dem Entscheidungsgremium der satirische Charakter der Musik verdeutlicht werden konnte. Diese Entscheidungen trugen maßgeblich dazu bei, dass die Band immer häufiger in einem „Kunst“-Zusammenhang wahrgenommen wurde.
1997 konnten die Kassierer ihre Kritiker mit der CD Taubenvergiften überraschen, die ausschließlich Coverversionen von Liedern des Kabarettisten Georg Kreisler enthielt. Zwei Jahre später folgte das Album Musik für beide Ohren sowie 2003 das Album Männer, Bomben, Satelliten. 2005 wurde zum 20-jährigen Bandjubiläum das Tributealbum Kunst! veröffentlicht, auf dem Kassierer-Songs von Interpreten wie den Donots, Hennes Bender, Mambo Kurt, Gunter Gabriel, den Lokalmatadoren, Emscherkurve 77, Brigade S sowie Bela B und Rod von Die Ärzte (als „2 Fickende Hunde“) neu eingespielt wurden. 2010 erschien mit Physik das erste neue Album seit sieben Jahren. Ab Januar 2015 stand die Band mit der Punk-Operette Häuptling Abendwind und Die Kassierer nach dem Werk Häuptling Abendwind von Johann Nestroy am Schauspiel Dortmund auf der Bühne.
2020 beteiligten sich Wolfgang Wendland und Nikolaj Hagemeister am Hörspiel Katsche, Kopp und Ko., das Regisseur Sebastian Büttner für den Radiosender 1 Live produzierte. Hagemeister zeichnete für die Musik des Hörspiels verantwortlich, Wendland sprach eine Hauptrolle. Die Musik zur Hörspiel-Trilogie Der Putsch (Autor: Sebastian Büttner, Produktion: WDR) stammt von den Kassierern. Wolfgang Wendland spielt darin auch die Hauptrolle des Wurstfabrikanten Jens Markowitz. Der wird erst auf Umwegen Kandidat im Bottroper Oberbürgermeister-Wahlkampf (Der Putsch, 2016), soll dann für die SPD als Spitzenkandidat bei der Bundestagswahl antreten (Der Putsch – Teil Zwo, 2018) und ist am Ende ein fauler Bundeskanzler im Exil (Der Putsch – Teil Drei: Kanzlerdämmerung, 2020).
Seit November 2020 ist Hagemeister zudem aktiv in der Band „Verstörte Becker“, die er zusammen mit Fisch (Gesang, Die Lokalmatadore), Thorsten Lersch (Bass, Pott Riddim) und Alex Schwers (Schlagzeug, unter anderem Slime, Die Mimmi’s, Swagboy Alex) gegründet hat.
Im März 2022 erlitt Nikolaj Hagemeister, direkt nach einem Konzert in Köln, einen Herzinfarkt, von dem er sich zwischenzeitlich wieder erholt hat. Die Band spielte 2022 wieder Konzerte unter anderem beim Rock am Ring und Rock im Park.
Seit Juli 2024 unterstützt Christoph Halbe Die Kassierer als Gastsänger. Er hatte beim Bochum Total Festival am 4. Juli 2024 seinen ersten öffentlichen Auftritt, wobei er zwei Stücke sang. Das offizielle Statement der Kassierer auf ihrer Webseite lautet: „Die von Wölfi verbreitete Aussage, Christoph Halbe würde ihn nach und nach ersetzen, bedarf, insbesondere für die kommenden Konzerte, einer gewissen Klärung, weil es hier zu Missverständnissen gekommen ist. Wölfi wird die Konzerte, die bis Anfang Juli 2025 ausgemacht sind zum überwiegenden Teil singen. Halbe wird als Gastsänger, da wo es geht, jeweils zwei Lieder übernehmen.“

## Stil
Der musikalische Stil der Kassierer ist überaus breit gefächert und umfasst neben klassischem Punk-Rock Ausflüge in unterschiedlichste Genres wie Ska, Country, Jazz, Chanson, Techno oder Volksmusik. Viele Songs fallen darüber hinaus auch durch provokante Texte auf. Wiederkehrende Themen sind Alkoholkonsum (Schnaps und Bier, Besoffen sein), Gewalt (Du hast geguckt, Tot, tot, tot) und Sexualität (Hoch den Rock, rein den Stock). Zudem wird der polarisierende Charakter der Band auch durch die kontroversen Bühnenshows unterstrichen. Exemplarisch für diese ist ein Auftritt der Band in der Fernsehsendung Circus HalliGalli, in der Wendland zum Erstaunen des Studiogastes Lena Meyer-Landrut nackt den Song Das Schlimmste ist, wenn das Bier alle ist vortrug. Diesen und Gott hat einen IQ von 5 Milliarden zählt Tilman Abegg von den Ruhr Nachrichten zu den „salonfähigeren unter ihren Titeln“. Er bezeichnet ihre Musik als „weder platt noch gewaltverherrlichend“, sie ähnele „jemandem, der einem fröhlich und angetrunken ins Gesicht brüllt und sich die Zähne nicht geputzt hat“. Die Konzerte sind laut Sebastian Kessler vom Metal Hammer „von sympathisch asozialen Hymnen (‚Blumenkohl am Pillemann‘, ‚Sex mit dem Sozialarbeiter‘), Alkohol und Nacktheit geprägt“. Gleichzeitig veröffentlichen die Kassierer aber auch regelmäßig Lieder philosophischen Charakters und Texte, die sich satirisch mit dem Zeitgeschehen auseinandersetzen.

## Sonstiges
Wolfgang Wendland engagierte sich in der Anarchistischen Pogo-Partei Deutschlands (APPD) sowie nach deren Spaltung in der Pogo-Partei (POP). Als Kanzlerkandidat der APPD wirkte er beispielsweise auch im kontroversen Wahlwerbespot zur Bundestagswahl 2005 mit. Darüber hinaus steuerten die Kassierer auch eine Spezialversion des Songs „Anarchie & Alkohol“ zum 1998er APPD-Wahlkampfsampler Bald regiert die APPD! bei.
Mehrere Mitglieder der Band haben studiert. Wolfgang Wendland studierte Film- und Theater-Wissenschaften, Philosophie, Pädagogik und Politik, Volker Wendland studierte Popularmusik mit Schwerpunkt Jazz. Nikolaj Hagemeister ist Diplom-Ingenieur für Raumplanung und unterrichtet nebenher Tai-Chi. Volker Wendland betätigt sich nebenher musikalisch mit den Gypsy-Jazz-Bands Stringtett und Douce Ambiance.
Am 20. November 2015 wurde eine Petition auf openPetition vom Blog Ruhrbarone gestartet, die Kassierer als deutschen Vertreter für den Eurovision Song Contest 2016 zu benennen.
Sänger Wolfgang Wendland spielt viele Konzerte der Band mit nacktem Oberkörper, einzelne Lieder auch komplett nackt. Auf einigen Konzerten spielen auch die anderen Musiker teilweise nackt.

Die Kassierer, Live im Kulturzentrum Backstage
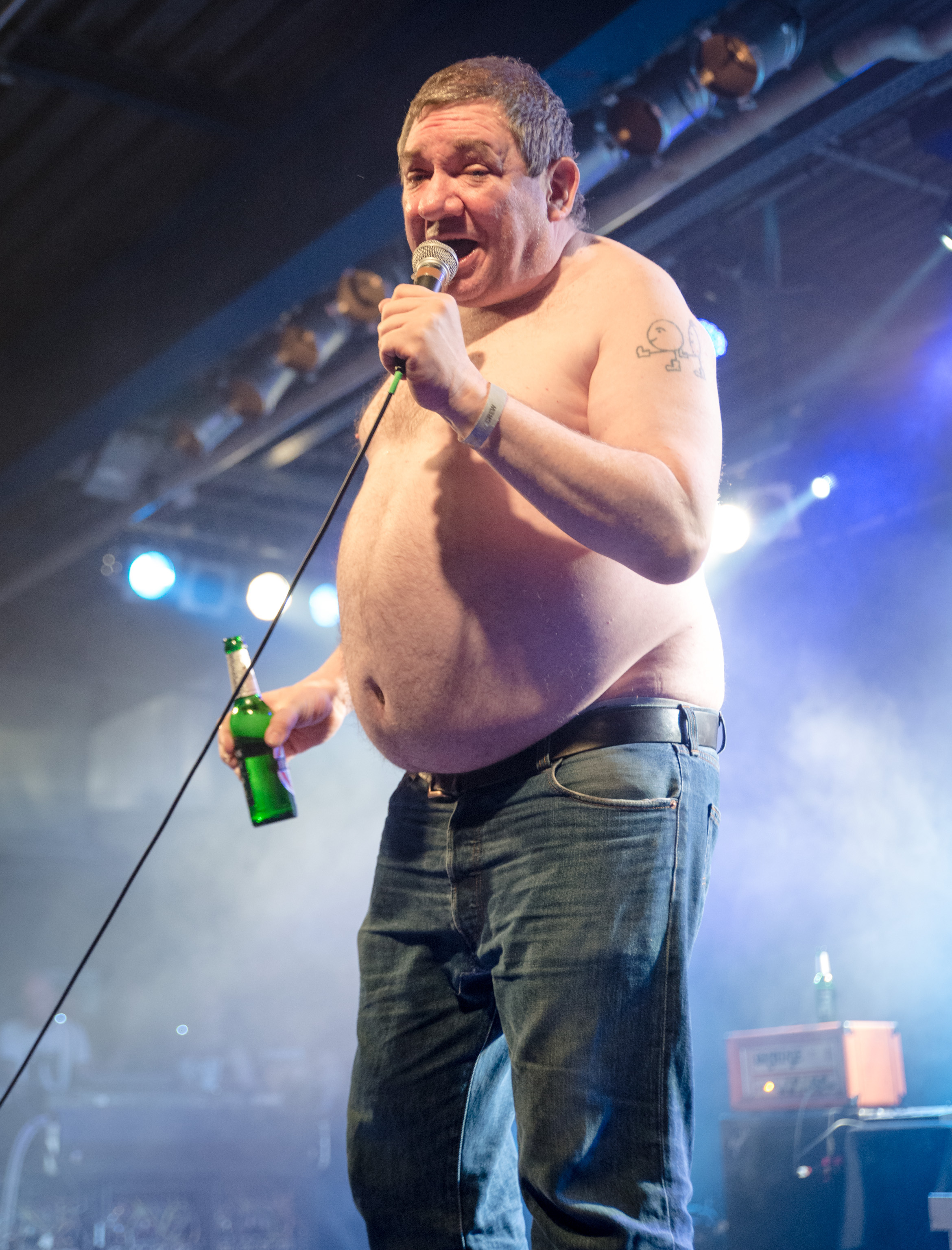
Wolfgang Wendland
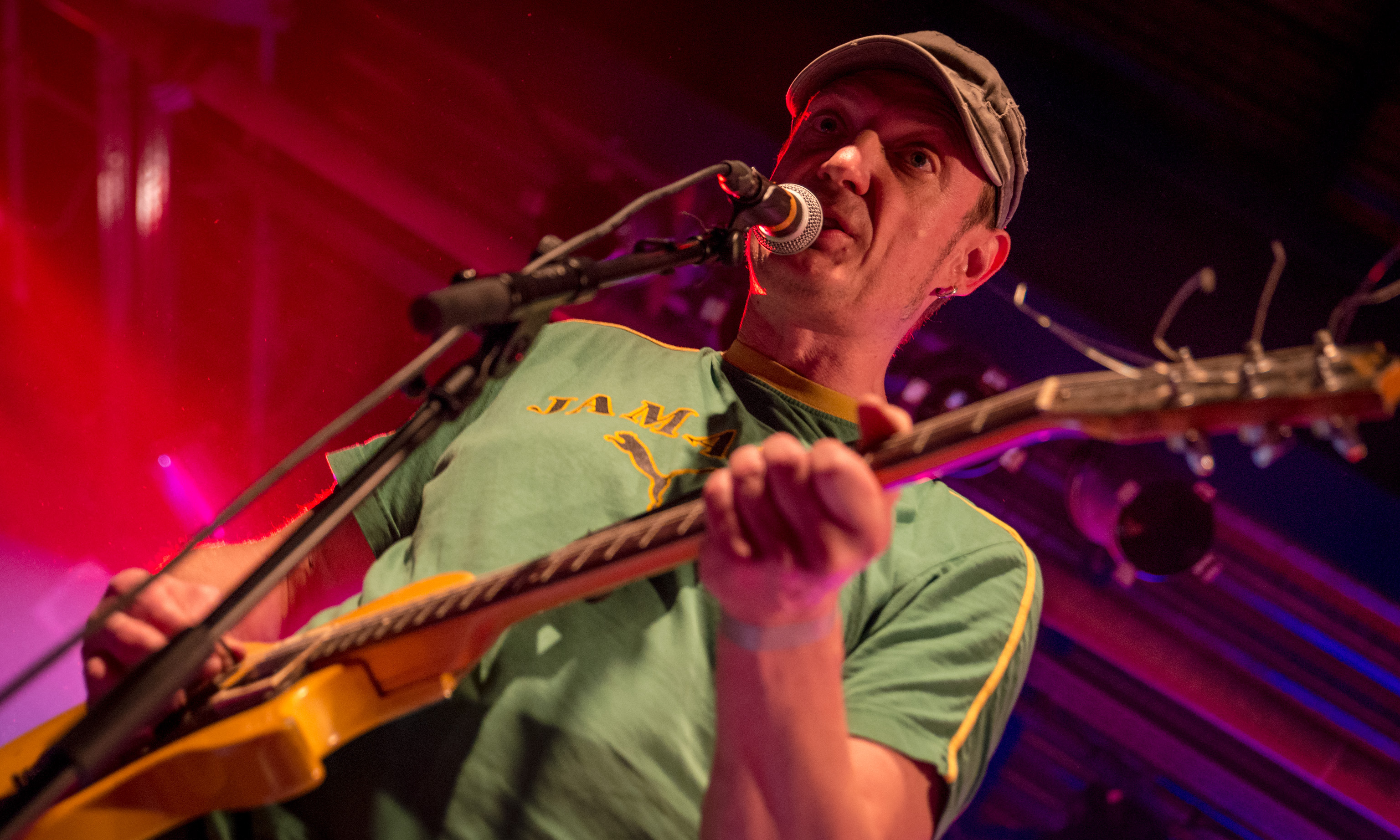
Nikolaj Sonnenscheiße
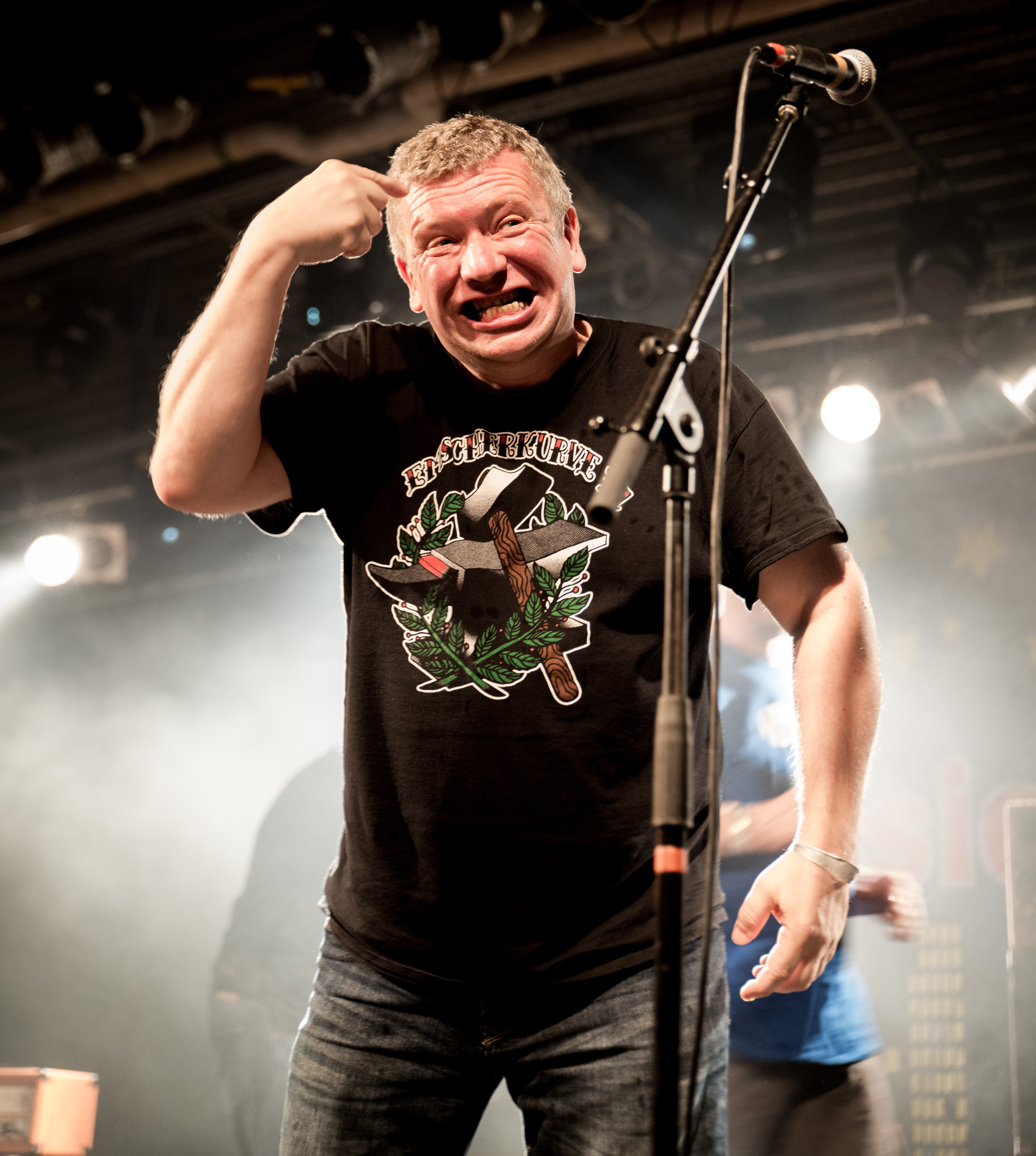
Volker Kampfgarten
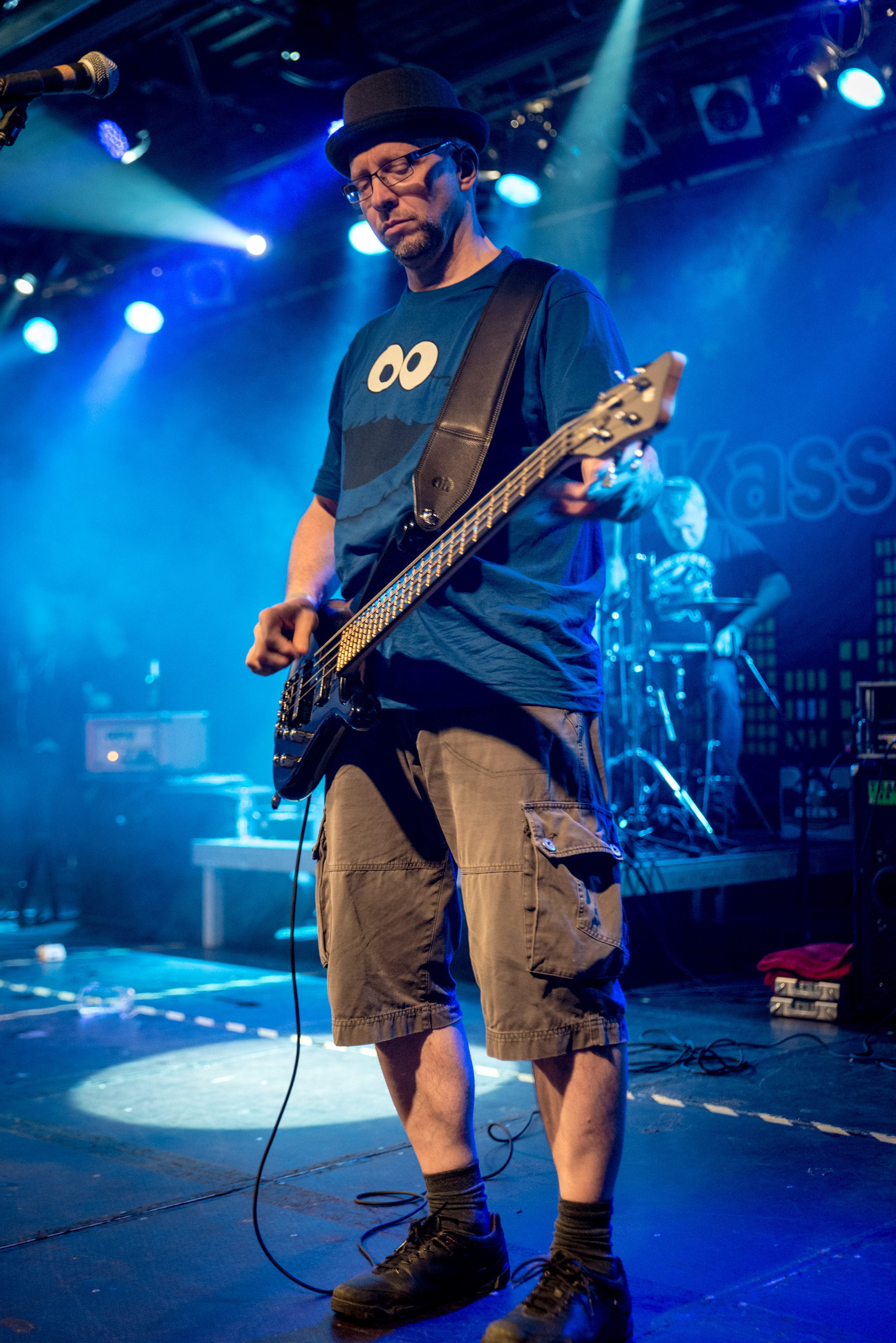
Mitch Maestro

## Diskografie

### Studioalben
- 1989: Sanfte Strukturen
- 1993: Der heilige Geist greift an
- 1996: Habe Brille
- 1997: Taubenvergiften (Coveralbum)
- 1999: Musik für beide Ohren
- 2000: Jetzt und in Zukunft öfter... (Dirty Faces Records)[17]
- 2003: Männer, Bomben, Satelliten
- 2010: Physik

### Livealben und Kompilationen
- 1995: Goldene Hits (teilweise in Englisch)
- 1998: The Gentlemen of Shit
- 2000: Jetzt und in Zukunft öfter … (live, nur Vinyl)
- 2015: Haptisch – Ihre besten Aufnahmen aus 30 Jahren

### Singles
- 1987: Fit durch Suizid
- 1993: Live im Okie-Dokie 1985 (live)
- 2006: Das Schlimmste ist, wenn das Bier alle ist (Split-7" mit Too Strong)
- 2016: Erdrotation
- 2016: SG Wattenscheid 09 (Feat. Lenni)
- 2023: Wir wollen Bier

### Tribute-Sampler
- 2005: Kunst! 20 Jahre Die Kassierer